# Essa Ríos
José Delgado Saldaña, meglio conosciuto con il ringname di Essa Ríos (Guadalajara, 10 dicembre 1978), è un wrestler messicano, noto per i suoi trascorsi nella World Wrestling Federation tra il 1997 e il 2001, dove ha detenuto una volta il Light Heavyweight Championship.

## Carriera

### World Wrestling Federation (1997–2001)
Delgado fece il suo debutto nella World Wrestling Federation il 3 novembre 1997 a Raw is War, all'età di 18 anni, lottando con il nome Águila. Questo periodo include un incontro con Taka Michinoku a WrestleMania XIV per il Light Heavyweight Championship. Fece un match contro Michinoku nel corso di ECW CYBERSLAM prima di catturare il WWF Light Heavyweight da Gillberg nel suo 'debutto' come Essa Rios il 13 febbraio 2000 a Sunday Night Heat. Il suo regno fu breve, infatti perse il titolo contro Dean Malenko un paio di settimane più tardi. Durante il suo periodo come Essa Rios, venne allenato da Lita. Lui e Lita ebbero un feud con Eddie Guerrero e Chyna, che lo portò ad un match per l'European Championship tra Ríos e l'allora campione Guerrero a Backlash 2000, ma Rios perse. La collaborazione tra Ríos e Lita si concluse qualche tempo più tardi, dopo che Ríos, furioso, attaccò Lita dopo aver perso un match. Fu lì che gli Hardy Boyz vennero in soccorso di Lita e quindi crearono un feud con lui brevemente, e Lita divenne il loro pupillo. Ríos cadde nel dimenticatoio, ma ebbe un breve feud con Kurt Angle che culminò in un Main Event a Sunday Night Heat prima, poi fece delle apparizioni occasionali. Nel 2001 decise di abbandonare la WWF e di accettare le numerose richieste da parte di alcune federazioni giapponesi.

### Asistencia Asesoría Y Administración (2001–2004)
Dopo l'abbandono dalla WWF nel 2001, tornò in Messico per lottare nella AAA, come parte della storyline LLL. Poi continuò la sua faida con El Zorro e la formazione "X-team" con Juventud Guerrera e Charly Manson.

### Total Nonstop Action (2004–2005)
Águila ritornò negli Stati Uniti nel 2004 come parte del Team AAA/Mexico nella Total Nonstop Action Wrestling con Abismo Negro, Juventud Guerrera, Héctor Garza e Heavy Metal. Gareggiò nella TNA come parte della X Division.

### Consejo Mundial de Lucha Libre (2005–2008)
Nel 2005, iniziò a combattere nella Consejo Mundial de Lucha Libre come un membro dei Los Perros del Mal guidato da Héctor Garza e Perro Aguayo, Jr., che era passato alla AAA in passato. Quando Perro Aguayo, Jr. lasciò la CMLL nell'autunno del 2008, il signor Águila lasciò la promozione con lui.

### Ritorno in CMLL (2010–2017)
Il 16 maggio 2010, Águila tornò nella CMLL, interferendo in un match tra Psicosis II e La Sombra, schierandosi con Psicosis II e un gruppo chiamato Los Invasores, l'incontro ha visto anche il ritorno di Rayo de Jalisco Jr, che si unì alla CMLL. La CMLL tenne in seguito una conferenza stampa annunciando che avrebbero tenuto un evento speciale ovvero Sin Salida il 6 giugno 2010, i cui si sarebbero affrontati i Los Invasores e la CMLL. Durante la conferenza stampa venne rivelato che il signor Águila e Héctor Garza sarebbero stati i co-leader dei Los Invasores. Il 16 luglio 2010 Super Viernes, Águila e Héctor Garza sconfissero la squadra di La Sombra e Volador, Jr. vincendo il CMLL World Tag Team Championship. Per tenere il CMLL World Tag Team Championship, Águila dovette partecipare al CMLL Universal Championship (2010). Fece parte del "Block B" che gareggiò il 6 ago 2010 a Super Viernes dove venne eliminato dal torneo quando perse contro La Máscara al primo turno. Il 2 novembre 2010 Águila e Garza persero CMLL World Tag Team contro Dragon Rojo, Jr. e Último Guerrero. Il 3 dicembre 2010, a Sin Piedad 2010 Águila si radò i capelli dopo essere stato sconfitto da Rey Bucanero in un Lucha de Apuesta. Il 20 giugno 2012, Águila formò i Los Depredadores del Aire con Black Warrior e Volador, Jr. Due giorni dopo, i Los Depredadores del Aire sconfitssero i Los Reyes de la Atlantida (Atlantis, Delta e Guerrero Maya, Jr.) e vinsero il Mexican National Trios Championship. Persero il titolo di nuovo contro i Los Reyes de la Atlantida il 30 ottobre, 2012. Águila, questa volta in coppia con i membri dei Los Invasores, Kraneo e Psicosis II, riconquistò il titolo dai Los Reyes de la Atlantida il 16 dicembre 2012. Nell'autunno del 2012 i Los Invasores iniziarono un feud contro i CMLL World Trios Champions, El Bufete del Amor. Le due squadre combatterono più volte con El Bufete's CMLL World Trios Chamipnship in palio, mentre iLos Invasores Mexican National Trios Championship passarono sopra rispetto al più prestigioso titolo CMLL.
Il 30 giugno, i Los Invasores persero il Mexican National Trios Championship contro La mascara, Rush e Titan. Il 19 luglio a Infierno en el Ring, Águila perse i capelli contro Shocker in un ten-man steel cage Lucha de Apuestas.

## Personaggio

### Mosse finali
- Aguila DDT (Flip over DDT)
- Mexican Splash (Diving moonsault)

### Musiche di ingresso
- The Beautiful People di Marilyn Manson (2005–2008)
- Enter Sandman dei Metallica (2010–2017)

### Manager
- Lita

## Titoli e riconoscimenti
- Asistencia Asesoría y Administración
  - Mexican National Heavyweight Championship (1)
- Consejo Mundial de Lucha Libre
  - CMLL World Tag Team Championship (1) – con Héctor Garza
  - CMLL World Trios Championship (1) – con Héctor Garza e Perro Aguayo Jr.
  - Mexican National Trios Championship (3) – con Damian 666 e Halloween (1), con Black Warrior e Volado Jr. (1) e con Kraneo e Psicosis II (1)
- International Wrestling Association
  - IWA World Junior Heavyweight Championship (1)
- Pro Wrestling Illustrated
  - 446º tra i 500 migliori wrestler singoli nella PWI 500 Years (2003)
- Total Nonstop Action Wrestling
  - America's X Cup (2004) – con Abismo Negro, Heavy Metal, Héctor Garza e Juventud Guerrera
- Universal Wrestling Association
  - UWA World Light Heavyweight Championship (2)
- World Wrestling Federation
  - WWF Light Heavyweight Championship (1)
- Wrestling Observer Newsletter
  - Rookie of the Year (1997)